# Амавака
Амауака (амавака) — один из индейских языков Южной Америки. Относится к паноанской ветви пано-таканской семьи. Число носителей — около 330 человек, из них 110 человек — на востоке Перу, около 220 — в Бразилии, (по другим источникам, всего около 250 человек). Около 20 человек — монолингвы.
Наиболее близкородственные языки: кашинахуа и шипибо-конибо. Большинство носителей владеют испанским. Положение нестабильно, число владеющих языком резко сокращается. Имеется грамматика, словарь и перевод Библии.